# (31493) Fernando-Peiris
1999 CS58 (asteroide 31493) é um asteroide da cintura principal. Possui uma excentricidade de 0.17364430 e uma inclinação de 7.32484º.
Este asteroide foi descoberto no dia 10 de fevereiro de 1999 por LINEAR em Socorro.